# Богдан Видов
Богдан Видов е български и югославски футболист, защитник. Има 1 мач за националния отбор на България.

## Кариера
През 1938/39 записва 20 мача за отбора на „Граджански“ (Скопие) в Първа лига на Югославия. През 1941 г. на базата на „Граджански“ е създаден „Македония“ (Скопие) и Видов става основен играч в тима. „Македония“ достига финала на Държавното първенство през 1942 г. Качествата на защитника са оценени и на 19 юли 1942 г. той играе за националния отбор на България при загубата с 0:3 от Германия в приятелски мач. В срещата като титуляри започват четирима играчи на „Македония“ – Видов, Яне Янев, Кирил Симеонов и Тодор Атанасков, а Благой Симеонов влиза като резерва.
През 1945 г. е част от сборния отбор на социалистическа Македония в преходния шампионат на Югославия същата година, в който участват сборни отбори на съюзните републики и отбор на югославската армия.